# Théorie sur l'origine commune des Japonais et des Juifs

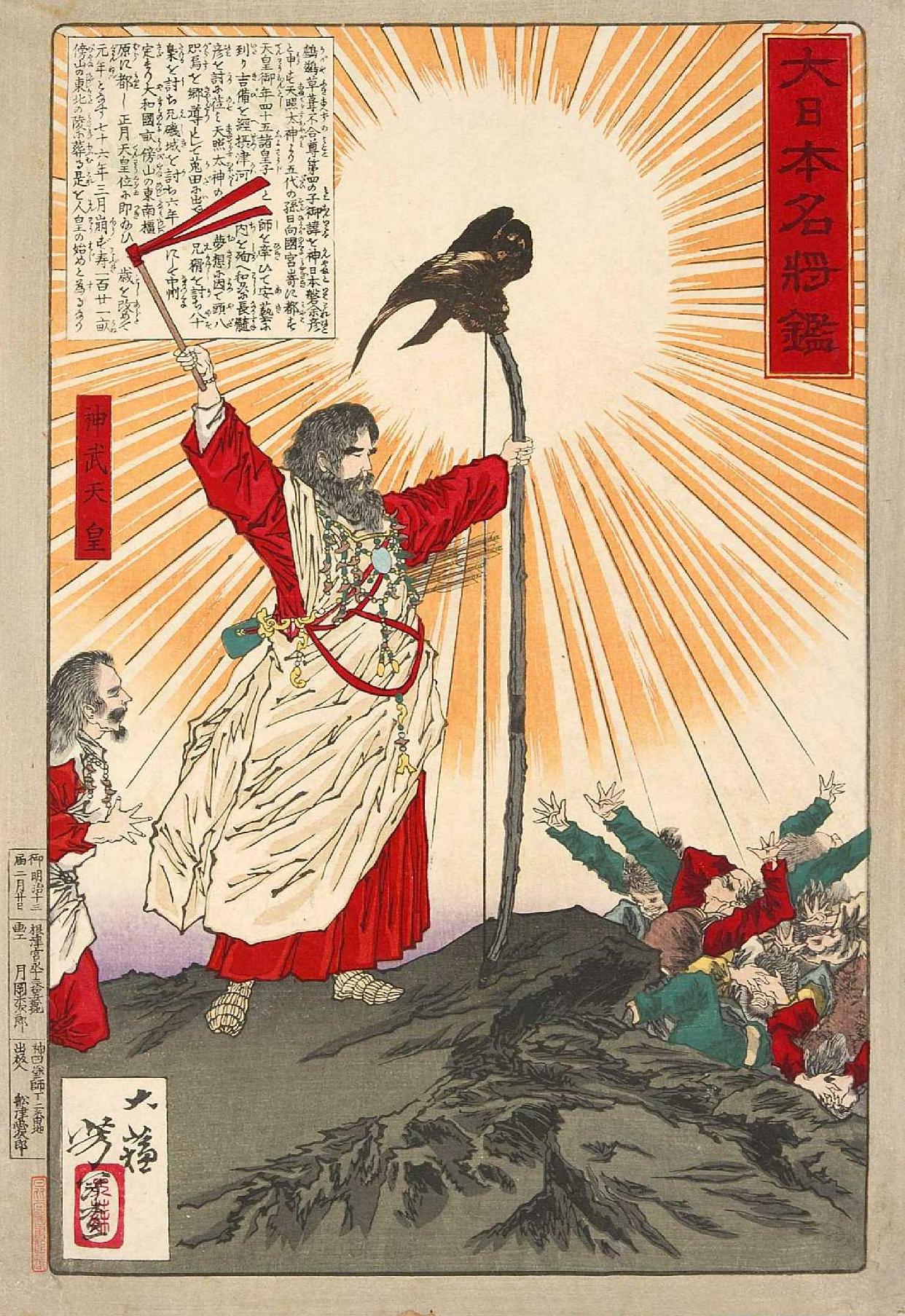
Représentation du légendaire empereur Jimmu (Jinmu tennô) avec sa barbe, son arc et son cerf-volant doré.

La théorie sur l'origine commune des Japonais et des Juifs (日ユ同祖論（日猶同祖論）, Nichiyu Dōsoron) est une théorie marginale apparue au XVIIe siècle selon laquelle les Japonais constitueraient la majeure partie des Dix tribus perdues d'Israël. Une version ultérieure les décrit comme les descendants d'une tribu de juifs nestoriens. Certaines versions de la théorie s'appliquent à l'ensemble de la population, mais d'autres affirment seulement qu'un groupe spécifique au sein du peuple japonais descendrait des Juifs.

L'historien britannique Tudor Parfitt écrit que « la propagation du fantasme de l'origine israélite [...] forme une caractéristique constante de l'entreprise coloniale occidentale », déclarant :
« C'est en fait au Japon que nous pouvons retracer l'évolution la plus remarquable dans le Pacifique d'un passé judaïque imaginaire. Comme ailleurs dans le monde, la théorie selon laquelle les aspects du pays devraient être expliqués selon un modèle israélien est introduite par des agents occidentaux ».
L'auteur américain Jon Entine souligne que les tests ADN excluent la possibilité de liens significatifs entre les Japonais et les Juifs.

## Origines
Durant les Grandes découvertes, les explorateurs européens tentent de relier de nombreux peuples avec lesquels ils entrent en contact avec les Dix tribus perdues, parfois en même temps qu'ils essaient d'introduire des missionnaires chrétiens. La première personne à identifier les tribus perdues avec une nation d'Asie orientale est João Rodrigues (1558–1633), un missionnaire et interprète jésuite portugais. En 1608, il soutient que les Chinois descendent des Tribus perdues d'Israël. Il pense que les sages chinois Confucius et Lao Tseu tirent leurs idées du judaïsme. Rodriguez abandonne plus tard cette théorie. Dans son Historia da Igreja do Japão (« Histoire de l'église du Japon »), il soutient que le Japon a été peuplé par deux vagues d'immigration en provenance du continent, un groupe venant du Chekiang et l'autre de Corée.
Selon Parfitt, « Le premier développement complet de la théorie est avancé par Nicholas McLeod (en), un Écossais ayant commencé sa carrière dans la pêche au hareng avant de finir au Japon en tant que missionnaire ». En 1870, McLeod publie Épitomé de l'histoire ancienne du Japon et Illustrations à l'Épitomé de l'histoire ancienne du Japon, affirmant qu'il y aurait dans le peuple japonais des descendants des tribus perdues d'Israël, qui forment l'aristocratie et les castes sacerdotales traditionnelles. Les éléments de preuve cités pour cette théorie comprennent des similitudes dans les légendes de l'empereur Jinmu et de Moïse, la présence de traits raciaux « luso-juifs » sur certains Japonais, et les similitudes entre le shintoïsme et le judaïsme.

## Impact au Japon
Ces théories ont peu d'impact au Japon, bien qu'elles y aient récemment été traduites et publiées,.
Cependant, en 1908, Saeki Yoshiro (1872-1965), professeur à l'université Waseda, publie un livre dans lequel il développe une variante de la théorie. Yoshiro est un expert du nestorianisme japonais. Il émet l'hypothèse que le clan Hata, arrivé de Corée et installé au Japon au IIIe siècle, est une tribu juive-nestorienne. Selon l'auteur Ben Ami-Shillony, « Les écrits de Saeki ont répandu la théorie sur l'« ascendance commune des Japonais et des Juifs » (Nichi-Yu dosoron) au Japon, une théorie qui est approuvée par certains groupes chrétiens ».
Il n'y a aucune preuve permettant d'étayer cette hypothèse, pas d'analyse ADN moderne. Une étude récemment publiée sur l'origine génétique des Japonais dément les liens généalogiques présentés par Saeki.

## Impact à l'étranger
La théorie des ancêtres communs des Japonais et des Juifs est considérée comme l'une des tentatives des scientifiques raciaux européens d'expliquer la modernisation rapide du Japon, contrairement à celle des autres Asiatiques « inférieurs » ou « dégradés », et en particulier les Chinois. La théorie elle-même, cependant, prend différentes directions.

### Communauté juive en Chine
La même année que la parution du livre de Saeki sur la théorie est publié un article sur une autre version de l'hypothèse dans Messager d'Israël (en), un magazine publié par la Fédération sioniste de Shanghai. Alors que McLeod prétend que les membres du clergé et de la classe dirigeante du Japon sont des descendants des Juifs, l'article publié par le groupe de Shanghai offre une version plus prolétarienne de la théorie. Ami-Shillony écrit que 
« Son auteur affirme, contrairement à ce que McLeod écrit, que ce sont les exclus du Japon, les Eta (ou Ety comme l'article l'écrit) qui sont les descendants des Juifs ».
L'auteur de l'article déclare que, comme les Juifs d'Occident, les Eta japonais sont des gens qui travaillent dur, spécialement dans la fabrication de chaussure, et vivent également dans des ghettos, « pas que les Japonais les forcent à le faire, mais il semble qu'ils préfèrent être isolés du reste de la population ». L'auteur affirme également que les Eta observent les coutumes juives : « Dans le ghetto de Nagasaki, par exemple, les Ety observent le chabbat très religieusement. Non seulement ils ne travaillent pas ce jour de la semaine, mais ils ne fument ni n'allument de feux, tout comme les juifs orthodoxes ».
Selon Ami-Shillony, « Cette histoire ridicule et sans fondement n'est ni contestée ni réfutée dans les derniers numéros de la revue ».
« Il existe des preuves que de petits groupes de juifs se soient installées en Chine vers 240 av. J.C ».

### Sionisme chrétien
Ami-Shillony décrit également une lettre publiée par la même revue, écrite par Elizabeth A. Gordon, une ancienne dame de compagnie de la reine Victoria qui est également une chrétienne sioniste. Gordon tente de lier le Japon à l'anglo-israélisme, en particulier du point de vue selon lequel la famille royale britannique serait d'ascendance israélite. Gordon est bien connue au Japon, où elle faisait des recherches sur le bouddhisme shingon, qui, selon elle, a des origines chrétiennes. Dans une lettre de 1921, elle adopte une « fantastique chaîne de raisonnement » pour prouver que la « rencontre entre les princes héritiers japonais et britanniques symbolise la réunion tant attendue de Juda et d'Israël ». Gordon a une certaine influence à l'époque au Japon.